# Mama Said
«Mama Said» es una canción presente en el sexto disco de Metallica, titulado Load, que fue además editado como un sencillo en 1996. La letra de la canción representa un chico que está intentando encontrar su propio camino lejos de su madre. Al igual que «The God That Failed», «Dyers Eve» y «Until It Sleeps», fue compuesta como una muestra de la mala relación de James Hetfield con su madre debido a sus creencias religiosas, dado que sus padres eran miembros de un grupo pseudo-religioso de ciencia cristiana. Conforme a la doctrina de esta secta, el uso de medicinas para la curación de enfermedades estaba prohibido. La madre de James murió de cáncer cuando él tenía 16 años, hecho que marcó un serio conflicto entre James y los dogmas religiosos practicados por su familia.
Es una de las canciones más suaves de la discografía de Metallica, y muy diferente del resto de baladas de la banda, tales como "Nothing Else Matters" o "The Unforgiven".
La canción sale del típico estilo metal de Metallica, su género es un estilo de mezcla de géneros que incorpora el blues y el hard rock. "Mama Said" inicia con una guitarra acústica y mientras dura el coro, se colorea con una armonía vocal country y guitarra de cuerdas de acero. Hacia el final de la canción aparecen acordes quintas hechos en una guitarra eléctrica.
"Mama Said" nunca ha sido parte del repertorio en directo de Metallica. Hetfield ha tocado esta canción en vivo, en todo caso, usando una sola guitarra acústica de cuerdas de acero, sin acompañamientos de bajo ni batería. Él interpretó esta canción con el cantante de country Jessi Colter en CMT's Outlaw Concert, seguido de la versión de James Hetfield de Waylon Jennings's "Don't You Think This Outlaw Bit Done Got Out of Hand".

## Video musical
Es uno de los vídeos menos conocidos de Metallica; se muestra el enfoque que se hace a James Hetfield sentado en el asiento trasero de un vehículo mientras toca la canción con una guitarra acústica. El vehículo aparece siendo conducido por una carretera del suroeste de Estados Unidos y en algún punto del vídeo aparecen los demás miembros de Metallica desde fuera, mirando hacia dentro de la ventana. Mientras el vídeo llega a su final, el fondo cae revelando que James Hetfield estuvo sentado en un estudio, estando estático todo el tiempo. Es entonces cuando James Hetfield camina hacia un caballo, lo toma de sus riendas y sale de la escena.

## Créditos
- James Hetfield: Voz, guitarra rítmica, guitarra acústica
- Kirk Hammett: Guitarra líder
- Jason Newsted: Bajo eléctrico
- Lars Ulrich: Batería, percusión

## Lista de canciones

### Sencillo en CD 1
1. «Mama Said»
2. «King Nothing» (En concierto)
3. «Whiplash» (En concierto)
4. «Mama Said» (Editado)

### Sencillo en CD 2
1. «Mama Said»
2. «So What» (En concierto)
3. «Creeping Death» (En concierto)
4. «Mama Said» (Versión Demo)

### Edición de Reino Unido
Lado A 
1. «Mama Said»

Lado B 
1. «Ain't My Bitch» (En concierto)